# لوکاس مارتینز کوارتا
لوکاس مارتینز کوارتا (انگلیسی: Lucas Martínez Quarta؛ زادهٔ ۱۰ مهٔ ۱۹۹۶) بازیکن فوتبال اهل آرژانتین است که برای باشگاه فیورنتینا بازی می‌کند.
وی همچنین در تیم ملی فوتبال آرژانتین بازی کرده‌است.